# Orquesta Caballati
La Orquesta Caballati, o Cuarteto Caballati como era conocida en sus inicios, es una agrupación musical que interpreta principalmente conocidas coplas del carnaval de Cádiz, versionadas con un peculiar estilo a través de instrumentos de viento (clarinete, trompeta, saxofón, etc.) y la clásica formación carnavalesca de guitarra, caja y bombo. Suelen añadir a esta composición musical otros instrumentos como fliscorno, contrabajo, bandurria, laúd, pequeña percusión, etc. Por esa numerosa variedad de instrumentos es por lo que popularmente se la conoce como "orquesta" sin realmente serlo.

## Historia
Se formó a finales del año 2003 en la localidad gaditana de San Fernando, siendo la mayoría de sus integrantes originarios de esta ciudad. Inicialmente nació como un cuarteto de viento (formado por cuatro clarinetes, guitarra, caja y bombo), de ahí que en sus orígenes se conociera como "Cuarteto Caballati" aunque ha sido rebautizada popularmente por "Orquesta Caballati".
Sus actuaciones iniciales fueron en las calles de Cádiz como es tradición en el carnaval de esta tierra, y de ahí les surgió la primera posibilidad de grabar un disco que se tituló "Carnaval Chill-Out Vol.1", al que le siguieron el volumen 2 y el 3, último hasta la fecha, llamado "Caballati & Friends" (1). Este último trabajo supuso la consagración del grupo y el reconocimiento de los aficionados al Carnaval de Cádiz, y en él colaboraron artistas tan consagrados en la fiesta como José Guerrero Roldán "Yuyu", Jose Luis García Cossío "Selu", Antonio P. Serrano "Canijo", Manolín Gálvez, Kike Remolino, José Manuel Braza "Sheriff".
En febrero de 2008 formaron parte del pregón de carnaval que tradicionalmente da inicio a estas fiestas y que ese año estuvo a cargo de Antonio Martínez Ares junto a artistas como Miguel Nández, Guillermo Cano o Queco (2). A finales de ese mismo año participaron en la VI edición del Festival de Música Española celebrado en Cádiz (3) y a principios de 2009 abrieron el Concurso Oficial de Agrupaciones del Carnaval de Cádiz (COAC) en el Gran Teatro Falla de Cádiz.
En los últimos años el grupo ha estado presente en los principales eventos de carnaval: Me Río de Janeiro (Cádiz), Festival ASIN-E (Cádiz), Congreso Gaditano de Carnaval (Cádiz), Noche carnavalesca de Sabinillas (Málaga), Festival Peña los Caperucitos (Sevilla), etc. y han participado en varios pregones de carnaval de las provincias de Cádiz y Sevilla, además de sus habituales actuaciones por Andalucía y Extremadura.
En enero de 2010 salió al mercado su cuarto trabajo titulado "Caballati... dame tono!", trabajo de producción propia que fue presentado en la Peña la Perla de Cádiz y que cuenta con la colaboración en la voz de conocidos intérpretes y autores del Carnaval de Cádiz como Jesús Bienvenido, Dani Obregón, Pedro el de los Majaras, Requeté, Antonio Alemania o Tino Tovar, entre otros.

## Discografía
- 2005: "Carnaval Chill-Out Vol.1"
- 2006: "Carnaval Chill-Out Vol.2"
- 2008: "Caballati & Friends (Carnaval Chill-Out Vol.3)"
- 2009: "Caballati...dame tono! (Vol.4)"